# Francis O'Neill
Pour les articles homonymes, voir O'Neill.
Francis O'Neill (28 août 1848 - 26 janvier 1936) est un officier de police américain d'origine irlandaise et collecteur de musique traditionnelle irlandaise.

## Biographie
O'Neill est né à Tralibane, près de Bantry, dans le comté de Cork en Irlande. À un âge précoce, il écoute la musique des musiciens locaux, notamment Peter Hagarty, Cormac Murphy et Timothy Dowling. À l'âge de 16 ans, il est engagé comme mousse sur un navire marchand anglais. Lors d'un voyage à New York, il rencontre Anna Rogers, une jeune émigrée qu'il épousera plus tard à Bloomington, dans l'Illinois. La famille O'Neill déménage ensuite à Chicago, et il devient policier de Chicago en 1873. Il gravit rapidement les échelons. Il occupe ainsi le poste de chef de la police de 1901 à 1905.

## Le collectage
Pendant son mandat en tant que chef de la police, O'Neill recrute de nombreux musiciens traditionnels irlandais dans la police, comme Patrick O'Mahony, James O'Neill, Bernard Delaney, John McFadden et James Early. Il recueille également des airs de certains des principaux interprètes de l'époque, y compris Patsy Touhey, qui lui envoie régulièrement des cylindres de cire et lui rend visite à Chicago. Il recueille également des airs depuis une grande variété de sources imprimées.
O'Neill est lui-même un joueur de tin whistle accompli, qui participe régulièrement à des sessions de musique irlandaise. Ne sachant lui-même transcrire la musique, il fait appel au talent du sergent James O'Neill, également violoniste irlandais.

## L'œuvre
O'Neill quitte la police en 1905. Après cela, il consacre beaucoup de son énergie à la publication de la musique recueillie. Son travail comporte entre autres la publication de :
- O'Neill's Music of Ireland (1903), contenant 1.850 morceaux de musique ;
- The Dance Music of Ireland (1907), parfois appelé, "O'Neill 1001," en raison du nombre de morceaux inclus ;
- 400 Choice Selections Arranged for Piano or Violin (1915) ;
- Waifs and Strays of Gaelic Melody (1922), 365 pièces ;
- Irish Folk Music: A Fascinating Hobby (1910). L'annexe A s'intitule O'Farrells Treatise and Instructions on the Irish Pipes, publié en 1797-1800; annexe B s'intitule Hints to Amateur Pipers écrit par Patrick J Tuohy ;
- Irish Minstrels and Musicians (1913), regroupant les biographies de musiciens, y compris ceux dont il a recueilli des airs à Chicago.

### Sources
1. 1 2  Préface de Miles Krassen, O'Neill's Music of Ireland, Oak Publications - New York 1976